# 舒伯特交響曲
弗朗茨·舒伯特共有十三首交響曲作品，其中十首帶有序號，七首為完整（四樂章）作品。在其餘未完成的交響曲當中，目錄759號的B小調交響曲以《未完成》之題受到注目。

## 創作時序

### 先期
迄1818年，舒伯特已經完成六首交響曲：
- D大調第1號交響曲，目錄第82號，1813年
- B♭大調第2號交響曲，目錄第125號，1815年
- D大調第3號交響曲，目錄第200號，1815年
- C小調第4號交響曲《悲劇》，目錄第417號，1816年
- B♭大調第5號交響曲，目錄第485號，1816年
- C大調第6號交響曲，目錄第589號，1816年
- D大調交響曲，殘篇，目錄2B（原為第997號）

### 後期
- D大調交響曲，草稿，目錄第615號，1818年
- D大調交響曲，草稿，目錄708A
- E大調交響曲，草稿，目錄第729號，1821年
- B小調交響曲，殘篇，目錄第759號，1822年
- D大調交響曲，草稿，目錄936A
- C大調交響曲，目錄第944號

除目錄第944號之外，其他的後期作品都是不完整作品。

## 序號問題
由於學界考證和出版社的作業時序有所扞格，導致舒伯特後期的幾首交響曲存在序號不一的問題。乔治·格罗夫的主張如下：
- 目錄第729號的E大調交響曲為「第7號」
- 目錄第759號的B小調交響曲，即所謂的《未完成交響曲》為「第8號」
- 目錄第944號的C大調交響曲為「第9號」

然而德國的布赖特科普夫与黑特尔音乐出版社看法不同，在主編輯约翰内斯·勃拉姆斯的主導下，該社的舒伯特作品全集（1897年）選擇以完整作品為主，是以除了早期六首交響曲之外，後續的排序則是：
- 目錄第944號的C大調交響曲為「第7號」
- 目錄第759號的B小調交響曲，不完整，列為「第8號」

著名的《德意許目錄》（1978年）則採以下看法：
- 目錄第759號的B小調交響曲為「第7號」
- 目錄第944號的C大調交響曲為「第8號」

也就是說，德國方面重視作品的完整程度（即使關於交響曲的內容，並沒有規範必須是四個樂章），英語文獻則選擇以創作先後來排序這兩首作品。不過由於早年在樂譜上（不論序跋）並沒有慣例要交代這些編輯觀點以及細節，這些相互矛盾的序號經常造成一般樂迷及讀者的困擾。
目前，英語區域主流的看法如下：
- 目錄第729號的C大調交響曲（草稿）為「第7號」
- 目錄第759號的B小調交響曲（即《未完成》交響曲）為「第8號」
- 目錄第944號的C大調交響曲為「第9號」
- 目錄936A的D大調交響曲（草稿）為「第10號」

這一看法也獲得国际乐谱典藏计划的採用。

## 續作
上述所提及的幾首作品草稿，包括作品936A在內，有學者Brian Newbould續寫的版本。此外指揮家费利克斯·魏因加特纳也曾為目錄第729號的交響曲重新配器。